# Anneberg
 For alternative betydninger, se Anneberg (flertydig). (Se også artikler, som begynder med Anneberg)
Anneberg er en herregård der ligger i Højby Sogn i Odsherred i Nordvestsjælland. Godset huser Hempel Glasmuseum som er Nordens største glassamling. Det blev indviet i 1965 af J.C. Hempel som ejede godset fra 1947 til 1970. I 2025 blev det anvendt til uddeling af Michelin-stjerner for Norden.
Anneberg Gods er på 139 hektar.

## Ejere af Anneberg
- (1660-1688) Henrik Müller
- (1688-1692) Manuel Texeira
- (1692-1697) Gunde Vossbein
- (1697-1705) Hans Leegaard
- (1705-1723) Christian Wildenradt
- (1723-1743) Peder Svane
- (1743-1760) Niels Christian Bang
- (1760-1770) Jakob Hansen
- (1770-1776) Henrik Rosted
- (1776-1801) Kronen
- (1801-1810) F.W. Trojel
- (1810-1814) L. Fribert
- (1814-1874) Frederik von Buchwald
- (1874-1888) Anna Mariane von Buchwald gift von Holstein
- (1888-1913) Christian Frederik Ferdinand von Holstein
- (1913-1914) Rehling-Quistgaard
- (1914-1916) T. Abben
- (1916-1932) E.H. Steenberg
- (1932-1947) C. Christfort
- (1947-1970) J.C. Hempel
- (1970-1985) Peter Hempel
- (1985-2000) Hans Tandrup
- (2000-2007) Trundholm Kommune
- (2007-) Odsherred Kommune

## Udbygninger
- (ca. 1800) Trefløjet teglhængt bindingsværksbygning
- (1856) 2. hovedbygning opført ved Theodor Sørensen
- (1949-1952) Ny hovedbygning efter ejerens udkast
- (1963) Opførelse af kulturhus ved A.P. Birkedal